# Frankföld

Frankföld címere

Frankföld (németül: Franken) a középkori Németország egykori tartománya volt, a mai Bajorország északi részén. A név tovább élt a bajor adminisztrációban Alsó-Frankföld (Unterfranken), Közép-Frankföld (Mittelfranken) és Felső-Frankföld (Oberfranken) régiók nevében, de az eredeti tartomány nyugaton Speyerig, Wormsig, Mainzig és a Rajnáig terjedt.
Frankföld volt az öt „fiatal” törzs tartomány egyike, melyekből később kinőtt a Német-római Birodalom a kései 9. és korai 10. században.

## Frankföldi Hercegség

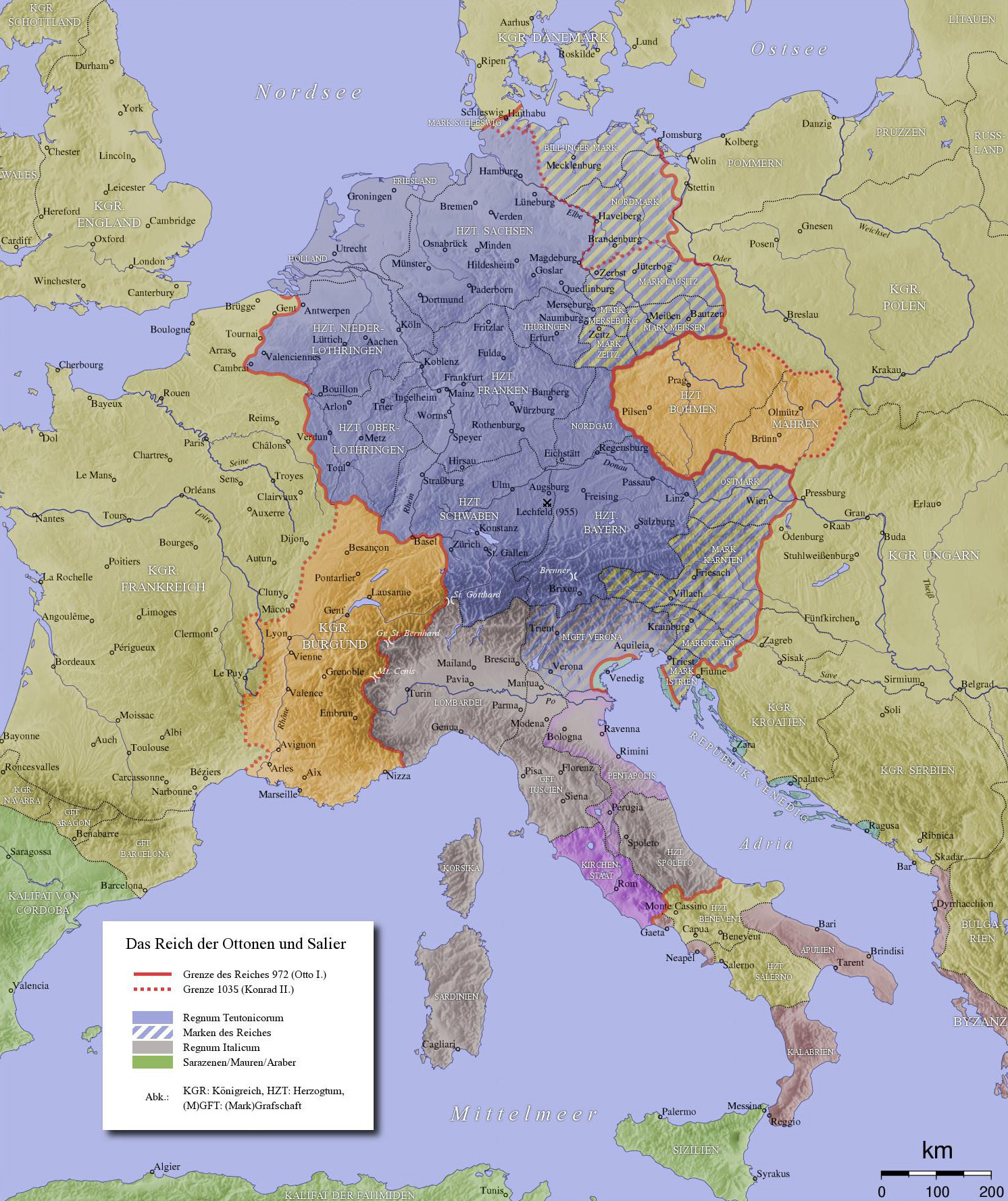
A Német-római Birodalom a Száli-ház hatalomra kerülésekor.

Valamikor 906 körül, I. Konrád a Konrád-házból, megörökölve a területet, hercegséget alapított. A Karolingok férfi ágának 911-es kihalásakor Konrád kierőszakolta, hogy német királlyá válasszák, nagy részben gyenge hercegsége okán. Frankföld, Alemanniához hasonlóan, nem volt olyan egységes hercegség, mint Szászország vagy Bajorország, és a hercege kiléte is nagyban függött a hercegség befolyásos családjainak kegyeitől.
Konrád fivérére, Eberhardra hagyta a hercegséget, de amikor 939-ben Eberhard fellázadt Nagy Ottó ellen, a családot letaszították a hercegség trónjáról és helyükre saját híveit ültette. Ottó a hercegséget megosztotta az egyházi területek között. Így kapott részt belőle a Würzburgi Püspökség és Fulda apátja. Őket később egyesítették egy új püspökségben 1008-ban Bamberg központtal.
Attól fogva a nagy apátságok és egyházkerületek települtek a régióba és Szent Bonifác utódai követték egymást az egyházi vezetésben. Azonban volt egy másik előnyük is a Szász-ház terveiben. A cölibátus miatt ugyanis nem alapíthattak dinasztiát. Kontrasztként Ottó veje, Vörös Konrád, Lotaringia hercege kiterjesztette a hatalmát Frankföldre is.

## A megosztott Frankföld
A kései középkorban Frankföldet két részre osztották. Ezek különböző kultúrájú régiók voltak, melyeket saját kormányzat irányított.

### Rajnai Frankföld
Rajnai Frankföld (Rheinfranken) volt Frankföld nyugati fele, közvetlenül a Rajnától keletre. Ez volt a Száli-ház központi területe, amely négy császárt is adott a 11–12. században: II. Konrádot, III. Henriket, IV. Henriket és V. Henriket. Rajnai Frankföld magába foglalt olyan nagy városokat, mint Worms, Speyer és Mainz. Az első kettő nagy grófi központ is voltak, melyek kívül álltak Vörös Konrád leszármazottainak befolyási övezetén. Ezek a grófok néha fölvették az egész terület urának névleges címét, mint Frankföld grófjai.
Rajnai Frankföldet kisebb államokra osztva kormányozták, mint például a szabad városok (Frankfurt és Worms) és püspöki központok (Mainz, Speyer és Worms). Ezeken a fontosabb államokon kívül rengeteg apró területre osztották a hercegséget. 1093-ban a száli területek hűbérbirtokként Aachen választófejedelméhez kerültek. Ez által Rajnai Frankföld ilyen formában megszűnt létezni.

### Keleti-Frankföld
1115-ben V. Henrik odaajándékozta a keleti területeket unokaöccsének, Hohenstauf Konrádnak, aki felvette a Frankföld hercege címet. 1168-ra Frankföld a Hohenstaufok hatalmi bázisa lett, amikor a Würzburgi püspök megadta nekik a hercegi címet. A Frankföld név ezután kiveszett, ám a püspök továbbra is ezt használta, egészen Bonaparte Napóleon reformjaiig. Ez azt jelenti, hogy a Würzburgi püspök volt Frankföld hercege a tényleges herceg helyett, ebben az időszakban.

## Modern Frankföld

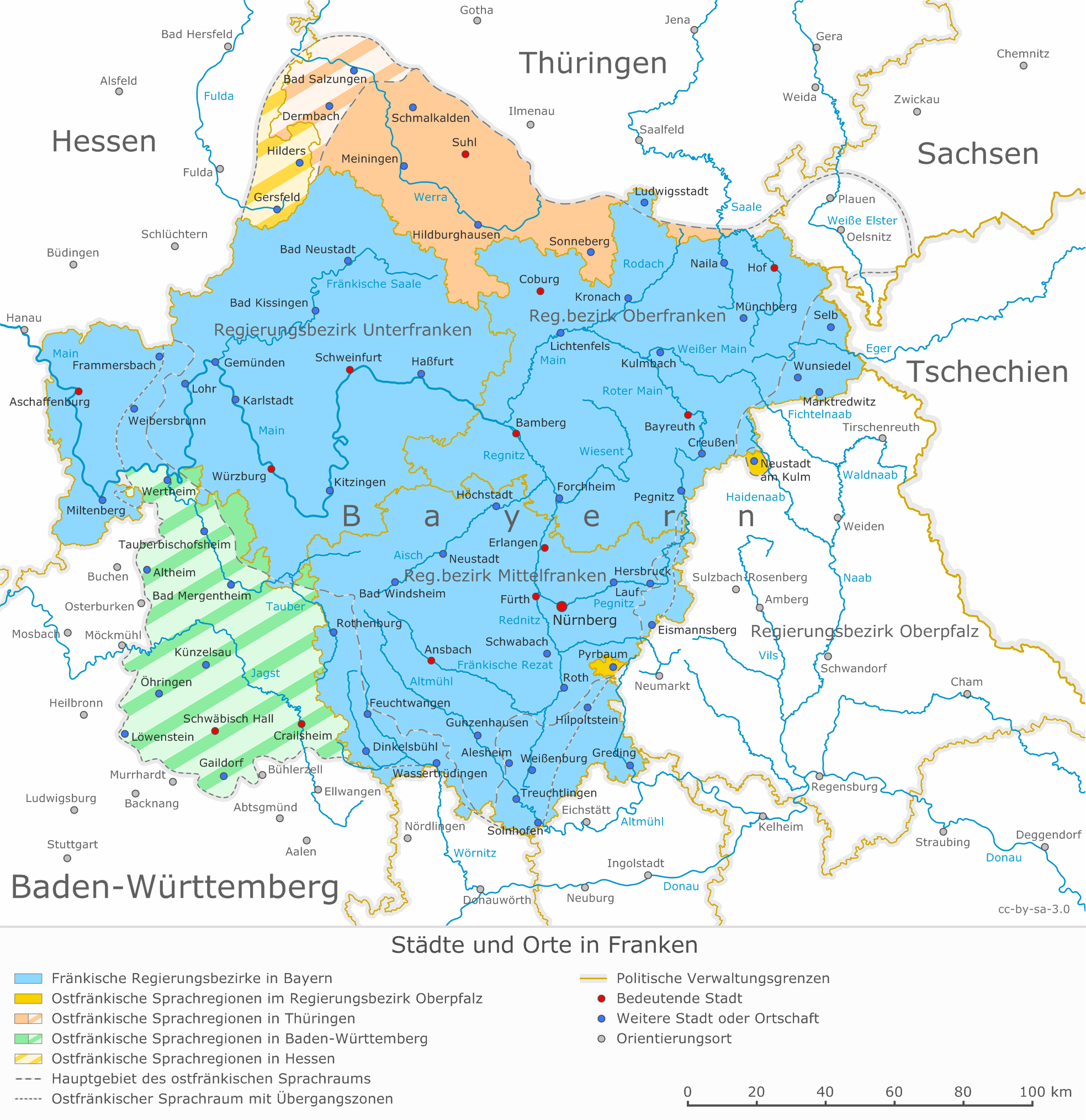
A modern Frankföld térképe.

1803-ban Napóleon egyesítette Keleti-Frankföldet Bajorországgal, amely még ma is a része. Azonban kulturálisan még ma is sokban különbözik Bajorországtól. A ősi nevet 1837-ben I. Lajos bajor király felújította. A nácizmus alatt Bajorországot sok kisebb tartományra bontották, köztük Frankföldre és Majnai-Frankföldre.

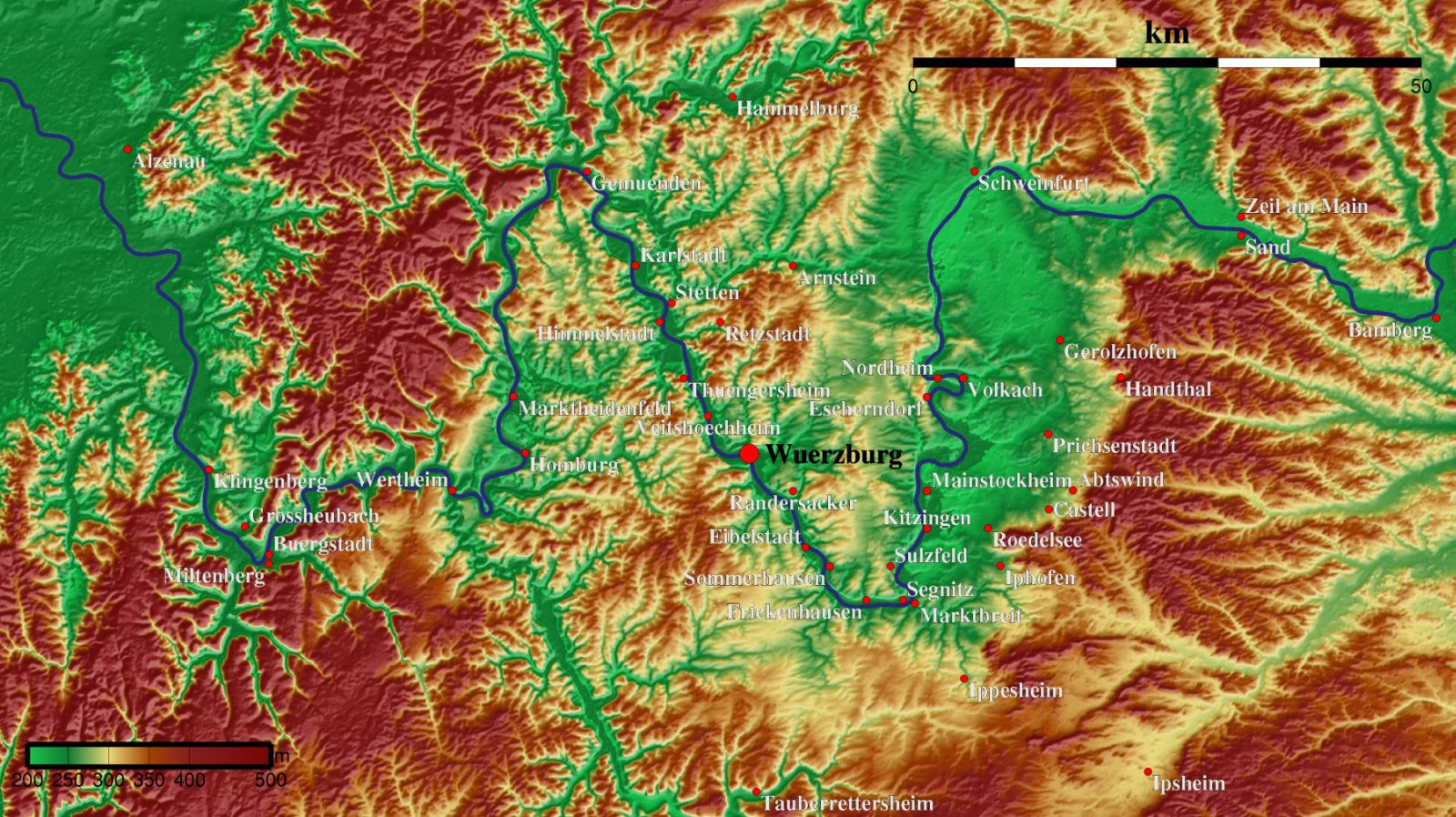
Frankföld térképe.

 Míg Ó-Bajorország stabilan római katolikus volt, Frankföld vegyes vallású. Alsó-Frankföld és Felső-Frankföld nyugati fele (Bamberg, Lichtenfels, Kronach) szintén katolikus, Közép-Frankföld és Felső-Frankföld keleti fele (Bayreuth, Hof, Kulmbach) azonban protestáns. A közép-frankföldi Fürth városának hatalmas, történelmi eredetű (1933-1938 előtti), zsidó közössége van. Henry Kissinger is ott született. A kelet-frankföldi német ezen kívül sokban különbözik az ausztralo-bajor nyelvtől. A legtöbb frankföldi nem tartja magát bajornak. Ám ezen téren való ragaszkodásuk még ma is megoldatlan probléma. Bár nincs önálló frankföldi tartomány, a piros-fehér frankföldi lobogót ma is használják.

## Lásd még
- Frankföld uralkodóinak listája